# Europese auto in 1911
Dit artikel geeft een overzicht van alle Europese personenwagens geproduceerd in 1911 door een significante autoconstructeur. De auto's staan alfabetisch gerangschikt per merk. Hier staan enkel Europese merken, ongeacht of ze eigendom zijn van een niet-Europees concern. Ook gaat het om constructeurs die algemeen bekend zijn met auto's die algemeen voor het publiek verkrijgbaar zijn. 
| Alfa |                  | concern:    | Onafhankelijk |
| Alfa | divisie:         |             |               |
| Alfa | merk:            | Alfa Italië |               |
| Alfa | model:           | 15 HP       |               |
| Alfa | einde productie: | 1920        |               |
| Alfa | productieaantal: | 200         |               |

| Audi |                  | concern:       | Onafhankelijk |
| Audi | divisie:         |                |               |
| Audi | merk:            | Audi Duitsland |               |
| Audi | model:           | Typ B          |               |
| Audi | einde productie: | 1914           |               |
| Audi | productieaantal: | 360            |               |

| Audi |                  | concern:       | Onafhankelijk |
| Audi | divisie:         |                |               |
| Audi | merk:            | Audi Duitsland |               |
| Audi | model:           | Typ C          |               |
| Audi | einde productie: | 1925           |               |
| Audi | productieaantal: | 1116           |               |

| Bugatti |                  | concern:          | Onafhankelijk |
| Bugatti | divisie:         |                   |               |
| Bugatti | merk:            | Bugatti Frankrijk |               |
| Bugatti | model:           | Type 19           |               |
| Bugatti | einde productie: | 1916              |               |
| Bugatti | productieaantal: | ?                 |               |

| Hispano-Suiza |                  | concern:             | Onafhankelijk |
| Hispano-Suiza | divisie:         |                      |               |
| Hispano-Suiza | merk:            | Hispano-Suiza Spanje |               |
| Hispano-Suiza | model:           | Alphonse XIII        |               |
| Hispano-Suiza | einde productie: | 1914                 |               |
| Hispano-Suiza | productieaantal: | ?                    |               |

| Horch |                  | concern:        | Onafhankelijk |
| Horch | divisie:         |                 |               |
| Horch | merk:            | Horch Duitsland |               |
| Horch | model:           | 8/24            |               |
| Horch | einde productie: | 1916            |               |
| Horch | productieaantal: | ?               |               |

| Isotta Fraschini |                  | concern:                | Lorraine-Dietrich Frankrijk |
| Isotta Fraschini | divisie:         |                         |                             |
| Isotta Fraschini | merk:            | Isotta Fraschini Italië |                             |
| Isotta Fraschini | model:           | KM4                     |                             |
| Isotta Fraschini | einde productie: | 1916                    |                             |
| Isotta Fraschini | productieaantal: | ?                       |                             |

| Lanchester |                  | concern:                       | Onafhankelijk |
| Lanchester | divisie:         |                                |               |
| Lanchester | merk:            | Lanchester Verenigd Koninkrijk |               |
| Lanchester | model:           | 38                             |               |
| Lanchester | einde productie: | 1914                           |               |
| Lanchester | productieaantal: | ?                              |               |

| Léon Bollée |                  | concern:              | Darracq Frankrijk |
| Léon Bollée | divisie:         |                       |                   |
| Léon Bollée | merk:            | Léon Bollée Frankrijk |                   |
| Léon Bollée | model:           | G1                    |                   |
| Léon Bollée | einde productie: | 1911                  |                   |
| Léon Bollée | productieaantal: | ?                     |                   |

| Peugeot |                  | concern:          | Onafhankelijk |
| Peugeot | divisie:         |                   |               |
| Peugeot | merk:            | Peugeot Frankrijk |               |
| Peugeot | model:           | 135 -/A           |               |
| Peugeot | einde productie: | 1913              |               |
| Peugeot | productieaantal: | 376               |               |

| Peugeot |                  | concern:          | Onafhankelijk |
| Peugeot | divisie:         |                   |               |
| Peugeot | merk:            | Peugeot Frankrijk |               |
| Peugeot | model:           | 136 -/A           |               |
| Peugeot | einde productie: | 1913              |               |
| Peugeot | productieaantal: | 235               |               |

| Peugeot |                  | concern:          | Onafhankelijk |
| Peugeot | divisie:         |                   |               |
| Peugeot | merk:            | Peugeot Frankrijk |               |
| Peugeot | model:           | 138               |               |
| Peugeot | einde productie: | 1912              |               |
| Peugeot | productieaantal: | 925               |               |

| Peugeot |                  | concern:          | Onafhankelijk |
| Peugeot | divisie:         |                   |               |
| Peugeot | merk:            | Peugeot Frankrijk |               |
| Peugeot | model:           | 139 -/A           |               |
| Peugeot | einde productie: | 1913              |               |
| Peugeot | productieaantal: | 551               |               |

| Peugeot |                  | concern:          | Onafhankelijk |
| Peugeot | divisie:         |                   |               |
| Peugeot | merk:            | Peugeot Frankrijk |               |
| Peugeot | model:           | 141               |               |
| Peugeot | einde productie: | 1911              |               |
| Peugeot | productieaantal: | 51                |               |

| Renault |                  | concern:          | Onafhankelijk |
| Renault | divisie:         |                   |               |
| Renault | merk:            | Renault Frankrijk |               |
| Renault | model:           | CQ DM             |               |
| Renault | einde productie: | 1914              |               |
| Renault | productieaantal: | ?                 |               |

| Renault |                  | concern:          | Onafhankelijk |
| Renault | divisie:         |                   |               |
| Renault | merk:            | Renault Frankrijk |               |
| Renault | model:           | AG1               |               |
| Renault | einde productie: | 1914              |               |
| Renault | productieaantal: | ?                 |               |

| Renault |                  | concern:          | Onafhankelijk |
| Renault | divisie:         |                   |               |
| Renault | merk:            | Renault Frankrijk |               |
| Renault | model:           | CE                |               |
| Renault | einde productie: | 1912              |               |
| Renault | productieaantal: | ?                 |               |

| Renault |                  | concern:          | Onafhankelijk |
| Renault | divisie:         |                   |               |
| Renault | merk:            | Renault Frankrijk |               |
| Renault | model:           | CG                |               |
| Renault | einde productie: | 1912              |               |
| Renault | productieaantal: | ?                 |               |

| Renault |                  | concern:          | Onafhankelijk |
| Renault | divisie:         |                   |               |
| Renault | merk:            | Renault Frankrijk |               |
| Renault | model:           | CC DJ             |               |
| Renault | einde productie: | 1914              |               |
| Renault | productieaantal: | ?                 |               |

| Sunbeam |                  | concern:                    | Onafhankelijk |
| Sunbeam | divisie:         |                             |               |
| Sunbeam | merk:            | Sunbeam Verenigd Koninkrijk |               |
| Sunbeam | model:           | 25/30                       |               |
| Sunbeam | einde productie: | 1914                        |               |
| Sunbeam | productieaantal: | ?                           |               |

| Vauxhall |                  | concern:                     | Onafhankelijk |
| Vauxhall | divisie:         |                              |               |
| Vauxhall | merk:            | Vauxhall Verenigd Koninkrijk |               |
| Vauxhall | model:           | Prince Henry                 |               |
| Vauxhall | einde productie: | 1913                         |               |
| Vauxhall | productieaantal: | ?                            |               |